# Tout reste aux hommes
Pour plus de détails, voir Fiche technique et Distribution.
Tout reste aux hommes (Всё остаётся людям) est un film soviétique réalisé par Gueorgui Natanson, sorti en 1963,.

## Synopsis
Le fameux scientifique Dronov travaille à Novossibirsk sur la création d'un moteur ultramoderne. Il a une maladie cardiaque et craint de ne pas terminer son travail, et tester le moteur dans une usine à Moscou, comme par hasard, ce n'est pas la première fois qu'il échoue. Dronov refuse le reste du travail et délègue même la gestion de l'institut à son disciple Morozov.

## Fiche technique
- Réalisation : Gueorgui Natanson
- Scénario : Samouil Aliochine
- Photographie : Sergueï Ivanov
- Musique : Vladlen Tchistiakov
- Décors : Nikolaï Souvorov
- Montage : K. Kozyreva
- Costumes : Vilya Rakhmatoulina
- Son : Boris Antonov

## Distribution
- Nikolaï Tcherkassov : Fedor Dronov, académicien
- Sofia Piliavskaïa :Natalia, femme de Fedor Dronov
- Elina Bystritskaïa : Ksenia Roumiantseva
- Andreï Popov : père Séraphin
- Igor Ozerov : Alexeï Viazmine
- Vera Kouznetsova : Anna Pavlovna, mère de Viazmine
- Igor Gorbachev : Victor Morozov, directeur de l'Institut de recherche
- Galina Anisimova : Asya, femme de Victor Morozov
- Yakov Maliutine : Mikhail Morgunov, académicien
- Antonina Pavlycheva : Tamara, secrétaire de Fedor Dronov
- Efim Kopelian : Filimonov
- Boris Ryjoukhine : Sizov
- Pavel Pankov : Trochkine
- Lev Sverdline : directeur